# Pemba Doma Sherpa
Pemba Doma Sherpa (en nepalí: पेम्बा डोमा शेर्पा) (7 de julio de 1970 - 22 de mayo de 2007) fue la primera mujer montañista nepalí en escalar el Monte Everest a través de su cara norte, la segunda mujer nepalí en llegar a la cima desde las caras norte y sur, y una de las seis mujeres que han alcanzado la cima del Everest dos veces. Fue la lideresa de la Expedición Everest Mujer de Nepal en 2002.
El 28 de septiembre de 2005, Pemba Doma Sherpa subió a Cho Oyu desde el lado tibetano. 

## Biografía
Residente de Namche-1 del distrito de Solukhumbu, fue criada por sus abuelos después de que sus padres murieron cuando ella tenía dos años. Asistió a clases en una de las escuelas construidas por Edmund Hillary. Fue la fundadora de la organización benéfica Save the Himalayan Kingdom, que se centró en la educación de los niños nepalíes, independientemente de su casta. También fue la directora de la compañía de trekking Climb High Himalaya.
Pemba Doma cayó desde 8000 metros de altura mientras descendía Lhotse. La caída fue presenciada por el alpinista australiano Philip Ling, quien también estaba escalando la montaña. Otros dos sherpas también perecieron mientras seguían a un grupo de clientes durante una tormenta de nieve.

## Cumbres del everest
- 2000[4]
- 2002[4]